# Paul Jaray
Paul Jaray (en húngaro: Járay Pál; 11 de marzo de 1889 - 22 de septiembre de 1974) fue un ingeniero aeronáutico y diseñador automovilístico, pionero en la aplicación de la aerodinámica a la industria automotriz.

## Semblanza

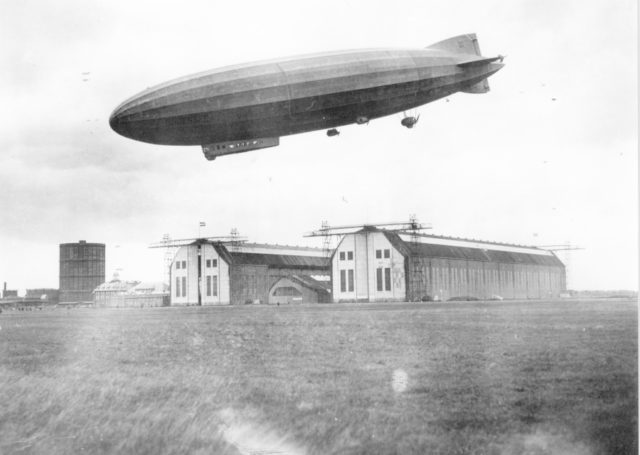
Zeppelin LZ 120 Bodensee

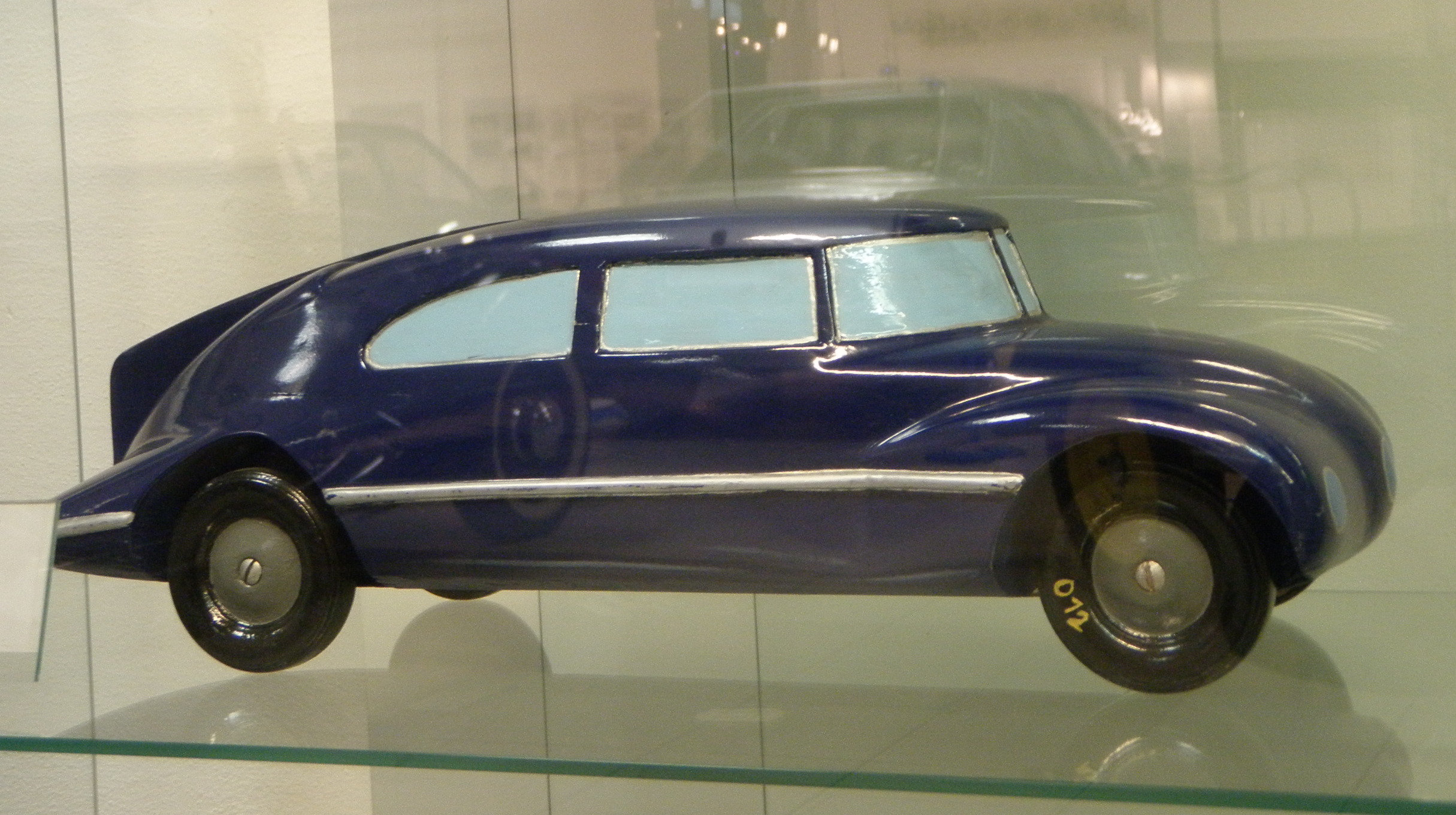
Maqueta de un Tatra 77 (Paul Jaray, 1934)

Réplica de un prototipo de Jaray para Audi (1923)

Jaray, de ascendencia judía húngara, nació en Viena. Estudió en la "Maschinenbauschule" de Viena y trabajó en la Universidad Técnica de Praga como asistente del profesor Rudolf Dörfl.
Más tarde se convirtió en ingeniero jefe de diseño de la empresa de construcción de aviones Flugzeugbau Friedrichshafen, diseñando hidroaviones. Desde 1914 trabajó en la empresa constructora de dirigibles Luftschiffbau Zeppelin (LZ), ubicada en la misma ciudad, concentrándose en la optimización aerodinámica de las aeronaves. Allí diseñó el Zeppelin LZ 120 Bodensee en el que posteriormente se basaron aeronaves como el Graf Zeppelin LZ 127, el LZ 129 Hindenburg y el LZ-130. Experimentos adicionales en el túnel de viento de la empresa LZ le permitieron establecer una serie de principios para la racionalización aerodinámica de los diseños de automóviles. En 1923 se trasladó definitivamente a Suiza, abriendo una oficina en Brunnen.
En 1927 fundó la compañía Stromlinien Karosserie Gesellschaft, especializada en el diseño aerodinámico de carrocerías. Sus licencias serían adquiridas por distintos fabricantes de vehículos, pero sería la empresa Tatra (radicada en Kopřivnice, Checoslovaquia), el único fabricante que utilizó los principios de optimización de Jaray para la producción de sus automóviles. En 1923, Jaray diseñó su propio automóvil, el Jaray-Ley T6, y siguió produciendo diseños para Chrysler, Mercedes-Benz, Maybach, Apollo, Dixi, Audi, Adler, Jawa, Ford, Steyr y otros.
En 1933, diseñó su propio automóvil, construido sobre un chasis Mercedes-Benz con una carrocería construida por Huber y Bruehwiler, una empresa de Lucerna. También estaba interesado en la tecnología de la radio y la televisión. En 1941 trabajó para Farner AG de Grenchen para el diseño de un tren de aterrizaje delantero. En 1944 se estableció como ingeniero independiente, trabajando en una central de energía eólica. Fue autor de un gran número de patentes técnicas relacionadas con el diseño aerodinámico, los compresores de aire para ferrocarril y los dispositivos para el manejo de gases con silenciadores. Posteriormente impartió clases en la Eidgenoessische Technische Hochschule Swiss (la Escuela Politécnica Federal de Zúrich).
Jaray murió en 1974 en San Galo.